# Џиџел (покрајина)
Џиџел (арап. ولاية جيجل), једна је од 48 покрајина у Народној Демократској Републици Алжир. Покрајина се налази у североисточном делу земље у подножју планинских венца Атласа и Аураса уз обалу Средоземног мора.
Покрајина Џиџел покрива укупну површину од 2.577 km² и има 634.412 становника (подаци из 2008. године). Највећи град и административни центар покрајине је град Џиџел.